# Aloe petrophila
Aloe petrophila é uma espécie de liliopsida do gênero Aloe, pertencente à família Asphodelaceae.